# Cobitis paludica
Cobitis paludica är en bottenlevande sötvattensfisk i familjen nissögefiskar som finns i Spanien och Portugal. 

## Utseende
Cobitis paludica har en avlång kropp med en nedåtriktad mun och tre par skäggtömmar runt denna. Bakom ögat sitter en tudelad tagg som kan fällas upp som ett försvar mot fiender. Kropp och huvud är ljusa, med flera, mörka fläckar. Hanen är mindre än honan; hanen kan bli 7 cm, medan honan kan bli upp till 13 cm.

## Vanor
Arten lever i främst flodernas nedre lopp i grunda vatten med sand- eller grusbotten. Den föredrar lugna, beväxta vatten. Arten är kortlivad, men honorna lever betydligt längre än hanarna: Upp till 5 år, mot hanarnas maxålder på 4 år. Födan består av ryggradslösa djur, framför allt fjädermygglarver och musselkräftor, detritus samt alger. Under torka klarar den sig i mycket små vattensamlingar.

### Fortplantning
Cobitis paludica blir könsmogen vid drygt ett års ålder. Leken äger rum från slutet av mars till juli, under vilken period honan kan lägga upp till 1 400 ägg. Äggen, som är vidhäftande, placeras bland vattenväxter.

## Status
Arten är klassificerad som sårbar ("VU") av IUCN (underklassificering "A2ce+3ce"), och populationen minskar. Främsta orsakerna anses vara habitatförlust till följd av grustäkt, inplantering av främmande fiskarter samt olaglig handel som betesfisk.

## Utbredning
Utbredningsområdet omfattar floderna i centrala till sydliga Iberiska halvön. Den har dessutom inplanterats i río Miños och río Nalóns flodsystem i norra Spanien.